# Ідріс Азад
Ідріс Азад (урду ادریس آزاد), справжнє ім'я — Ідріс Ахмад (урду ادریس احمد, нар. 7 серпня, 1969) — пакистанський письменник, філософ, романіст, поет, драматург і колумніст. Він написав кілька книг з художньої літератури, журналістики, критики, поезії, філософії, містики і мистецтва. Викладає логіку і філософію в Міжнародному ісламському університеті в Ісламабаді. Ідріс Азад також пов'язаний з пакистанською кіноіндустрією. Він є керівником відділу VFX (візуальних ефектів) та CGI (графіка) у Парагонській Академії виконавчих мистецтв в Лахорі. Також допомагає режисерові Саєд Нуру у створенні фільмів.

## Молодість
Азад народився у сім'ї Саїда Ахмада в місті Хушаб (Пенджаб, Пакистан). Отримав ступінь магістра філософії в Університеті Пенджабу в Лахорі.

## Філософія
Ідріс Азад досліджує соціо-біологічну еволюцію. Він розширює ідею індійського філософа сера Мухаммада Ікбала, що кожен живий організм на Землі щільно прикріплений до неї, і потребує антигравітаційну силу, щоб позбутися вкоріненості у Землю. Він називає це свободою від Землі-Вкоріненості. Азад стверджує, що, чим ближче до Землі, тим більше деградує цінність життя. Він також стверджує, що соціально-біологічно, існує чотири класи тварин.
1. Рій
2. Банда
3. Стадо
4. Зграя

## Публікації
Філософія
- Aurat, Iblees aur Khuda (урду عورت، ابلیس اور خدا) (Жінка, Д'явол та Бог)[15]
- Maoseeqi, Tasweer aur Sharaab[16] (урду موسیقی، تصویر اور شراب) (Музика, Картини та Вино)
- Islam Maghrib kay Katehray Main (урду اسلام، مغرب کے کٹہرے میں) (Іслам у Західному уряді)[17]
- Tassawuf, Science aur Iqbal[18][19] (урду تصوف، سائنس اور اقبال) (МІстика, Наука та Ікбал)

Романи
- Sultan Muhammad Fateh[20] (سلطان محمد فاتح)
- Ibn e Attaash[21] (урду ابن عطاش)
- Sultan Shamsuddin Altamash[22] (урду سلطان شمس الدین التمش)
- Behr e Aswad kay Us Paar[23] (урду بحر اسود کے اس پار)
- Undlus kay Qazzaaq[24] (урду اندلس کے قزاق)
- Qartaajna[25] (урду قرطاجنہ)

Інші книги
- Nai Saleebi Jang aur Usaama[26][27] (урду نئی صلیبی جنگ اور اسامہ)
- Baazgusht[28][29](урду باز گشت)
- Manashiyaat aur Tadaaruk[30] (урду منشیات اور تدارک)
- Nijaat kay Raastay Par (урду نجات کے راستے پر)
- Ibn e Maryam Hua karay Koi[31][32](урду ابن مریم ہوا کرے کوئی)